# Tlaloc
Tlaloc (klasični nahuatl: Tlāloc [ˈtɬaːlok]) je azteški bog dežja, vetra, strele nadlog in rodovitnosti. Široko so ga častili kot dobrodelnega dajalca življenja in prehrane. Vendar so se bali tudi zaradi svoje sposobnosti pošiljanja toče, grmenja in strele ter zaradi tega, ker je bil gospodar močnega elementa vode. Tlaloc je povezan tudi z jamami, izviri in gorami, zlasti sveto goro, na kateri naj bi prebival. Njegove živalske oblike vključujejo čaplje in bitja v vodi, kot so dvoživke, polži in morda morska bitja, zlasti školjke. Mehiški ognjič, Tagetes lucida, ki so ga Azteki poznali kot yauhtli, je bil še en pomemben božji simbol in so ga v domačih verskih obredih kadili kot obredno kadilo.
Azteki so se ga zelo bali in so mu žrtvovali ljudi, da so ga pomirili. Verjeli so, da je bil odgovoren za poplave in suše, in da so ga ustvarili drugi bogovi. Najprej je bil poročen s Xochiquetzal, boginjo cvetja, vendar jo je Tezcatlipoca ugrabil. Kasneje se je Tlaloc poročil z boginjo Chalchiuhtlicue (»Ona z žadovim krilom«). Tlaloca so po navadi upodabljali kot plavo bitje s čekani. V njegovem podzemlju so se nahajali tisti, ki so umrli zaradi strele, utopitve ali bolezni. Skupaj s Chalchiuhtlicue je bil oče boga meseca Tecciztecatla. Imel je starejšo sestro Huixtocihuatl. Pri žrtvovanju so otroke utapljali. Tlaloc je vladal tretjemu od petih svetov v azteškem verovanju.
Prebivalci Teotihuacana so tudi častili Tlaloca, čeprav manj nasilno. Tu so našli podzemno svetišče Tlaloca. V predazteškem času sta častili Tlaloca teotihuacanska in tolteška civilizacija v Mezomeriki. Tudi druge mezoameriške kulture so imele podobne bogove dežja, včasih le z malo različnimi lastnostmi. Na primer Maji so poznali Chaaca in Zapoteki Cocijo.
Tlaloc se je imenoval tudi Nuhualpilli.
- Upodobitev Tlaloc
- Kip Tlaloc
- Chacc
- Cocijo